# Cataclysme riguata
Cataclysme riguata là một loài bướm đêm trong họ Geometridae.